# Ставковое (Зеньковский район)
Ставковое (укр. Ставкове) — село,
Ставковский сельский совет,
Зеньковский район,
Полтавская область,
Украина.
Код КОАТУУ — 5321386001. Население по переписи 2001 года составляло 549 человек.
Является административным центром Ставковского сельского совета, в который, кроме того, входят сёла
Арсеневка,
Дамаска и
Михайловка.

## Географическое положение
Село Ставковое находится на одном из истоков реки Мужева-Долина.
На расстоянии до 1,5 км расположены сёла Арсеневка, Кирилло-Анновка и Дамаска.
Рядом проходит автомобильная дорога Т-1710 (Р-42).

## История
- ? — основано как село Солоха.
- Село указано на специальной карте Западной части России Шуберта 1826-1840 годов
- после 1945 — переименовано в село Ставковое.

## Экономика
- Молочно-товарная ферма.
- Сельхозкооператив «Ставковое».
- ФПП «Агроэкология».

## Объекты социальной сферы
- Школа.
- Больница.